# Fonds vert pour le climat
Le Fonds vert pour le climat est un mécanisme financier de l'Organisation des Nations unies, rattaché à la Convention-cadre des Nations unies sur les changements climatiques (CCNUCC). Il vise à transférer des fonds des pays les plus avancés à destination des pays les plus vulnérables pour mettre en place des projets combattant les effets des changements climatiques ou d'adaptation au changement climatique. 

## Histoire
En 2009, les États réunis en décembre à Copenhague décident de créer un « Fonds climatique vert de Copenhague » destiné à soutenir différents projets, notamment avec pour objectif de diminuer les émissions de gaz à effet de serre, de lutter contre la déforestation et de prendre des mesures d'adaptation aux conséquences du réchauffement climatique. Les bénéficiaires en seront prioritairement les pays en développement les plus vulnérables. Pour répondre à la forte demande de financements, les pays développés adhèrent à l’objectif de mobiliser ensemble 100 milliards de dollars par an entre la signature de l'accord et 2020. Ils ont en outre arrêté la somme de 30 milliards de dollars pour la période 2010-2012 comme budget de lancement pour le Fonds (Fast Start Funding).
Le projet est concrétisé lors de la Conférence de Cancún de 2010 sur le climat (16e conférence des parties signataires de la Convention-cadre des Nations unies sur les changements climatiques ; COP16). À la quasi-unanimité (unanimité moins la Bolivie), les États adoptent un texte mettant en place une série de mécanismes financiers destinés à lutter contre le réchauffement climatique et promouvoir l'adaptation à ses effets. Le Fonds est officiellement créé sous le nom de Fonds vert pour le climat. 

### Première phase (2011-2019)
Le Fonds vert pour le climat est officiellement lancé en 2011 lors de la Conférence de Durban sur les changements climatiques (17e Conférence des parties ; COP17). 
Malgré les propositions de l'Allemagne et de la Suisse d'accueillir le Fonds vert à Bonn, c'est la ville de Incheon, en Corée du Sud, qui est désignée par le Conseil de la CCNUCC, le 20 octobre 2012.  La décision a été validée par les chefs d'État lors de leur rencontre à Doha en décembre 2012
Le fonds « a soutenu 111 programmes dans une centaine de pays », mais il n'a pas pu tenir toutes ses premières promesses. En 2017 à la suite de l'arrivée de Donald Trump au pouvoir, les Etats-Unis, qui s'étaient engagés à verser 3 milliards de dollars pour sa première phase, n'en ont en réalité versé qu'un seul et ont quitté le fonds, faisant stagner celui-ci à 7,2 milliards de dollars. En juillet 2018 le conseil d'administration n'a pas pu s'accorder sur aucune décision, mais en 2019 surmonté cette crise en votant les décisions à une majorité qualifiée de 80%.

### Deuxième phase (2020-2023)
En octobre 2019, 25 pays donateurs du Fonds vert se réunissent — sans les États-Unis — à Paris en espérant reconstituer le fonds pour la période 2020-2023 (9 à 10 milliards de dollars espérés, dont 1,5 milliard de dollars promis fin août au G7 de Biarritz par Emmanuel Macron). 27 pays donateurs ont promis près de 9,8 milliards de dollars, compensant le désengagement des États-Unis. Pour compenser l'absence des États-Unis, 13 des 27 pays donateurs ont doublé leur contribution par rapport à la phase précédente, et 75 % d'entre eux l'ont augmenté. La Slovaquie et la Slovénie ont apporté leur première contribution. C'est le Japon qui est le premier contributeur (trois milliards de dollars d'apports cumulés depuis 2009).

## Gouvernance
Le Fonds vert pour le climat est dirigé par un Conseil composé de 24 membres provenant à égalité de pays avancés et de pays en développement. Ils sont nommés pour un mandat de trois ans, renouvelable. Deux coprésidents sont élus par le Conseil parmi ses membres pour une période d'un an (un président originaire d'un pays avancé et l'autre d'un pays en développement). En 2022, les coprésidents sont Jean-Christophe Donnellier (d) (France) et Tlou Emmanuel Ramaru (Afrique du Sud). Le Conseil est entre autres chargé de développer les règles relatives à la distribution des financements par le Fonds.
Le Fonds est assisté d'un Secrétariat.

## Financement
Les États ont fixé pour ce Fonds un objectif de 100 milliards de dollars par an d’ici à 2020. Mais sans s'entendre préalablement sur la provenance de cet argent. Le Secrétaire général M. Ban Ki-Moon a donc créé en février 2010 un Groupe consultatif de haut niveau sur le financement de la lutte contre le changement climatique, chargé de faire des propositions quant aux possibles sources de revenus pour les Fonds. Le 5 novembre 2010, le groupe a conclu qu'il sera difficile pour les États de lever une telle somme, notamment dans le contexte de la crise de 2007. Il restait cependant optimiste, mettant en évidence plusieurs autres sources potentielles, dont la création d'une taxe sur les transactions financières.
Lors de la conférence des Nations unies sur le climat (décembre 2014 à Lima), le Fonds vert a dépassé le cap des 10 milliards de dollars, son seuil de pleine efficacité à court terme, cinq ans après la promesse faite par les États en 2009.
En octobre 2015 l'OCDE évalue à 61,8 milliards de dollars les financements publics et privés mobilisés en 2014 par les pays développés à l’appui d’actions climatiques dans les pays en développement, afin de remplir l'engagement pris en 2010 à Cancun dans le cadre de la CCNUCC de mobiliser 100 milliards USD par an d’ici à 2020 ; ce montant est en progression de 18 % par rapport aux 52,2 milliards mobilisés en 2013. Les financements publics bilatéraux et multilatéraux ont représenté plus de 70 % des apports durant la période 2013-14, tandis que les financements privés mobilisés ont représenté plus de 25 % et les crédits à l’exportation, la part restante. Plus des trois quarts du total estimé des financements climatiques ont soutenu des activités d’atténuation, un sixième environ a été consacré à l’adaptation et une faible proportion a appuyé les deux objectifs. Le Fonds vert pour le climat ainsi que les cinq autres principaux fonds multilatéraux contre le changement climatique ne représentent que 2 milliards $, soit environ 3 % du total.
Le financement du Fonds vert fait l'objet d'une cible de l'Objectif de développement durable n° 13 de l'ONU.

## Entités accréditées
Liste des entités accréditées:
- Acumen Fund, Inc. (USA)
- Africa Finance Corporation (Nigeria)
- Agence Française de Développement (France)[14]
- Agence pour le Développement Agricole (Maroc)
- Asian Development Bank (Philippines)
- Banque Ouest Africaine de Développement (BOAD)
- Carribbean Community Climate Change Center (Belize)
- Centre de Suivi Écologique (Sénégal)
- Conservation International Foundation (USA)
- Corporcion Andina de Fomento (Venezuela)
- Deutsche Bank AktienGesellschaft (Allemagne)
- Environmental Investment Fund (Namibie)
- European Bank for Reconstruction and Development (Royaume-Uni)
- Inter-American Development Bank (USA)
- International Bank for Reconstruction and Development and International Development Association (Banque Mondiale) (USA)
- Kreditanstalt für Wiederaufbau (Allemagne)
- Ministry of Natural Resources (Rwanda)
- National Bank for Agriculture and Rural Development (Inde)
- Observatoire du Sahara et du Sahel ( OSS)
- Peruvian Trust Fund for National Parks and Protected Areas (Pérou)
- Secretariat of the Pacific Regional Environment Programme(Samoa)
- United Nations Development Programme (USA)
- United Nations Environment Programme (Kenya)